# Letiště Hamburk
Letiště Hamburk (IATA: HAM, ICAO: EDDH, německy Flughafen Hamburg) je mezinárodní letiště německého města Hamburku. Nachází se 8,5 kilometrů severně od jeho centra, ve čtvrti Fuhlsbüttel. Na počest bývalého kancléře Helmuta Schmidta dostalo letiště dne 10. listopadu 2016 další název „Hamburské letiště Helmuta Schmidta“.  V roce 2017 bylo základnou leteckých společností Ryanair, Germanwings, Condor a Eurowings. V roce 2018 to bylo se 17 231 687 přepravenými pasažéry páté nejrušnější letiště Německa. V červenci 2017 se z tohoto letiště létalo do více než 130 destinací.
Poblíž se nachází soukromé Letiště Hamburk Finkenwerder, kde se nachází továrna Airbusu.

## Doprava na letiště
Parkoviště s více než 12 000 místy je zajištěno přímo na letišti. Digitální značení na trase poskytuje aktuální informace o volných prostorech. 
Cestující a návštěvníci se mohou dostat na letiště v Hamburku také hromadnou dopravou, a to linkou S1 S-Bahn (železniční síť metra) z hamburského hlavního nádraží na letiště a zpět; cesta trvá pouze 25 minut jednosměrně a služba je v provozu každých 10 minut. Stanice „Hamburg Flughafen“ je přímo před terminály a je snadno dosažitelná prostřednictvím výtahů, eskalátorů a pevných schodů. Metro U1 jede do přestupní stanice metra a S-Bahn s názvem Ohlsdorf. Odtud pak S1 jede přímo na hamburské letiště.